# Mariposa (tauromaquia)

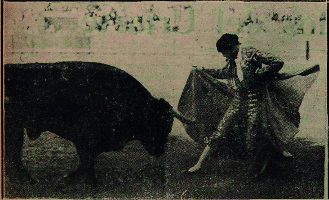
Marcial Lalanda toreado a la mariposa en la Plaza de toros de Sevilla en mayo de 1924

En tauromaquia, la mariposa es una suerte o lance que se realiza con el capote, donde el torero "corre al toro abanicando con el capote a la espalda y dando el diestro la cara al toro". De esta manera, al llevar el capote movido a la espalda, la forma de éste se asemeja a las alas de una mariposa.
A la hora de ejecutar este pase o lance, la posición del capote puede variar, pudiéndose realizar a la altura de las axilas o de los hombros. La mariposa puede considerarse como una derivación de la gaonera.

## Historia
La mariposa puede considerarse como un recorte o galleo cuya invención se debe a Marcial Lalanda. En unos inicios se le dio el nombre de pase de la falda, para finalmente conocerse como mariposa. Fue realizada por primera vez en 1922, en la finca la ganadería de La Punta, en Aguas calientes (México); no siendo hasta el 17 de mayo de 1923 cuando el torero Marcial Lalanda la estrenase en la Corrida de Beneficencia de Madrid.
Luis Francisco Esplá, torero y estudioso de la tauromaquia, describía la mariposa de la siguiente forma:

El fundamento para ejecutar la mariposa está en que el quite tenga mucha cadencia y que la huida sea lo menos intencionada posible. En su ejecución el capote debe estar colocado a la altura de los hombros, donde se encaja la esclavina que no debe moverse. La suerte está en el movimiento de los brazos y en el quiebro de la cintura para evitar las tarascadas del toro. El capote no debe moverse lateralmente, los brazos oscilan y sacan medio capote una vez por cada pitón hasta tocar las orejas, el torero debe ir para atrás y esquivar con un quiebro de cintura las arrancadas del toro. El astado tiene que ser boyante y no tener piernas para arrancar pues el torero está a solo medio metro por delante de él.